# Калуш (станція)
Ка́луш — проміжна станція Івано-Франківської дирекції Львівської залізниці на неелектрифікованій лінії Стрий — Івано-Франківськ між станціями Рожнятів (14 км) та Боднарів (14 км). Розташована у місті Калуш Івано-Франківської області.
Відстань до станції Стрий — 66 км, до станції Хриплин — 46 км.

## Історія
Станція Калуш відкрита 1 січня 1875 року під час введення в експлуатацію залізниці Ерцгерцога Альбрехта.

## Пасажирське сполучення

### Приміське сполучення
Приміський рух здійснюється дизель-поїздами сполученням Стрий — Івано-Франківськ. На станції Стрий є можливість здійснити пересадку на електропоїзди у напрямку Львова, Самбора, Трускавеця, Лавочного та Мукачевого. Також через станцію Стрий курсують транзитні пасажирські поїзди до Києва, Дніпра, Запоріжжя, Одеси, Харкова тощо.

### Далеке сполучення
До «реформи» Бориса Колеснікова 2012 року через Калуш курсували 4 пари дизель-поїздів Стрий / Моршин — Івано-Франківськ та був інтенсивний рух міжміських пасажирських поїздів далекого сполучення:
- Львів — Чернівці;
- Ужгород — Чернівці;
- Чернівці — Мінськ;
- Чернівці — Перемишль.

Наприкінці березня 2017 року призначений пасажирський поїзд сполученням Миколаїв — Івано-Франківськ, маршрут якого прямував через Херсон, Білої Церкви, Бердичева, Шепетівки, Дубна, Львова та низки інших міст. Із запровадженням графіку руху поїздів на 2018 рік, курсування поїзда лінією Івано-Франківськ — Стрий було скасовано.
З 29 травня 2021 року курсує регіональний поїзд «Прикарпатський експрес» № 807/808 сполученням Коломия — Івано-Франківськ — Ківерці.
З 15 травня 2022 року поїзду № 44/43 «Прикарпаття» змінена назва на «Стефанія Експрес». По прибутті поїзда на станції Київ-Пасажирський, Калуш та Івано-Франківськ лунає пісня гурту «Kalush Orchestra» — «Стефанія», виконання якої здобуло перемогу на 66-му Пісенному конкурсі «Євробачення-2022», отримавши 631 бал. В «Укрзалізниці» зазначено, що це перший у світі поїзд, який отримав назву на честь мами — матері соліста гурту «Kalush Orchestra» Олега Псюка, який присвятив пісню саме їй. Про рішення надати іменну назву «Стефанія Експрес» поїзду № 43/44 сполученням  Київ — Івано-Франківськ  повідомив керівник АТ «Укрзалізниця» Олександр Камишін:
|  | «Поїзд № 43/44 Київ — Івано-Франківськ в розкладі 2022 року офіційно стане «Стефанія Експресом». Вокзали Києва, Калуша, та Франківська будуть вітати цей поїзд піснею «Стефанія». До речі, це буде перший у світі поїзд, названий на честь мами», — зазначив Олександр Камишін. |

За рішенням «Укрзалізниці» поїзд  сполученням Київ — Івано-Франківськ під іменною назвою «Стефанія Експрес» буде курсувати впродовж року.
З 10 червня 2023 року подовжено маршрут руху поїзда № 43/44 «Стефанія Експрес» від станції Київ-Пасажирський до Черкас.